# Arche sainte (synagogue)

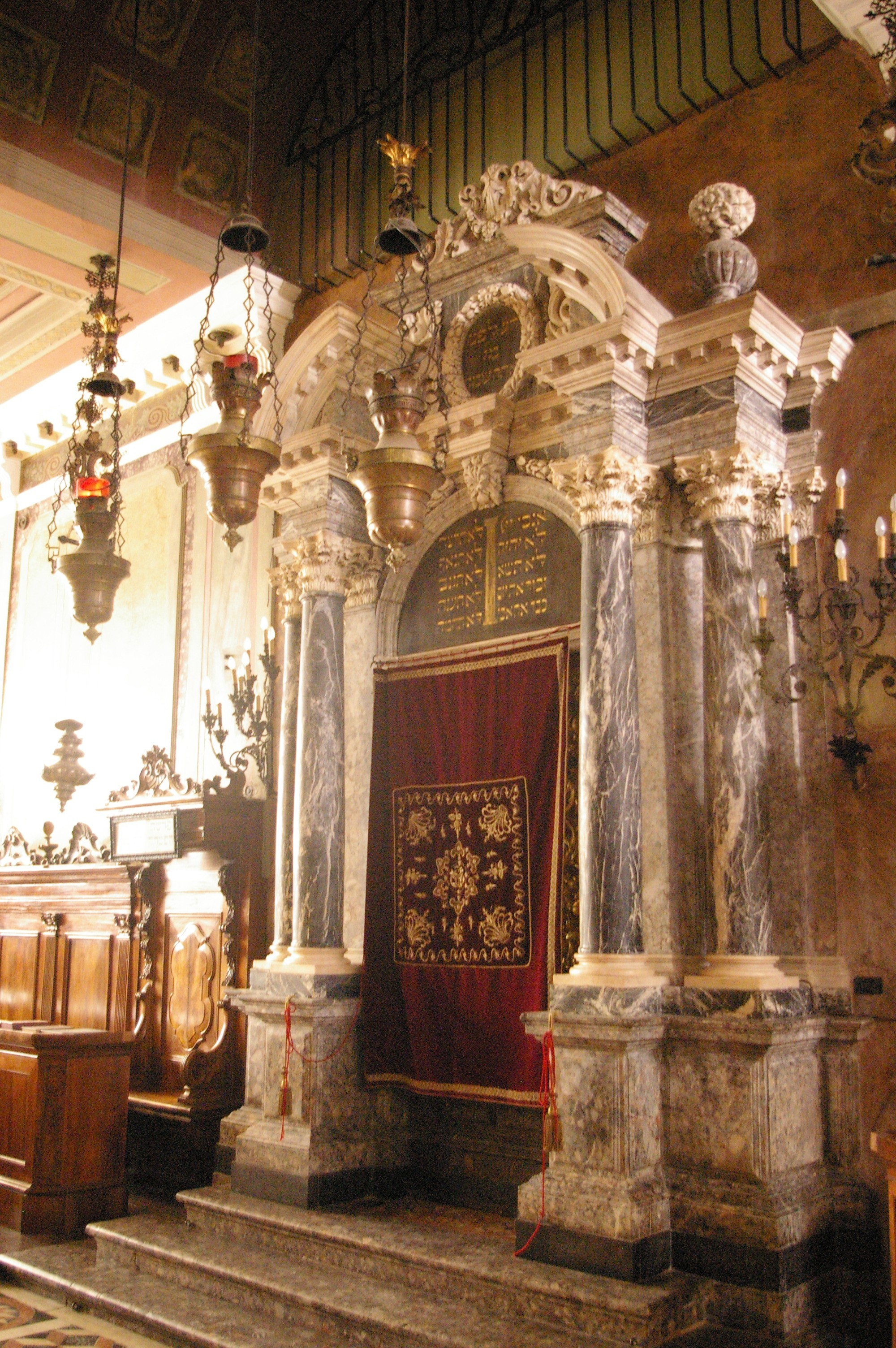
Aron Kodesh de la synagogue italienne de Padoue (1617)

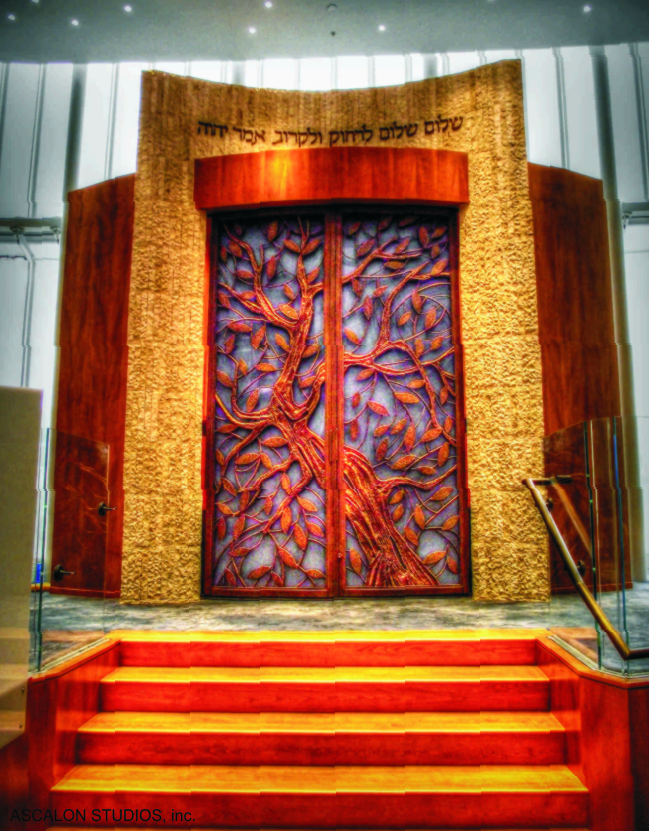
Aron Kodesh, Lincoln Square Synagogue, New York, par David Ascalon, 2013

Pour les articles homonymes, voir Arche.
Une arche — appelée ארון קודש - Aron Kodesh, c'est-à-dire l'Arche sainte par les Juifs ashkénazes ou היכל – Hekhal, temple, par les Juifs séfarades — est présente dans toutes les synagogues pour y conserver les rouleaux de la Torah.

## Orientation
L'arche est située dans la synagogue de telle sorte qu'en se tournant vers l'arche pour prier, les membres de la communauté se tournent vers Jérusalem ; cela revient souvent pour les communautés occidentales à placer l'arche sur le mur est du lieu de culte ou vers l'ouest pour les communautés situées à l'Est d'Israël. Les synagogues en Israël sont toujours orientées vers Jérusalem. Parfois, certains lieux de culte ne permettant pas de placer l'arche dans la bonne direction, la communauté se tourne quand même vers Jérusalem pour prier.
La plus ancienne occurrence de cette pratique attestée par l'archéologie se trouve dans la synagogue de Doura Europos.

## Description
L'arche rappelle l'Arche d'alliance de la tradition biblique, transportée par les Israélites depuis le désert du Sinaï jusqu'en Terre d'Israël et qui contenait les tables des dix Commandements. L'Arche d'Alliance avait été placée dans le Saint des Saints du Temple de Jérusalem ; de façon similaire, l'arche sainte d'une synagogue est le lieu le plus saint du lieu de culte. L'arche est le plus souvent fermée par des portes et par un rideau appelé parokhet - פרוכת, à l'intérieur ou à l'extérieur des portes. Elle est parfois surélevée par quelques marches afin de s'élever quand les membres de la communauté vont prendre les rouleaux de la Torah pour en faire sa lecture publique.
Selon les traditions de chaque communauté, certaines prières sont prononcées en gardant ouverte l'arche sainte. Les membres de la communauté se tiennent alors généralement debout plutôt qu'assis, dans une profonde solennité.

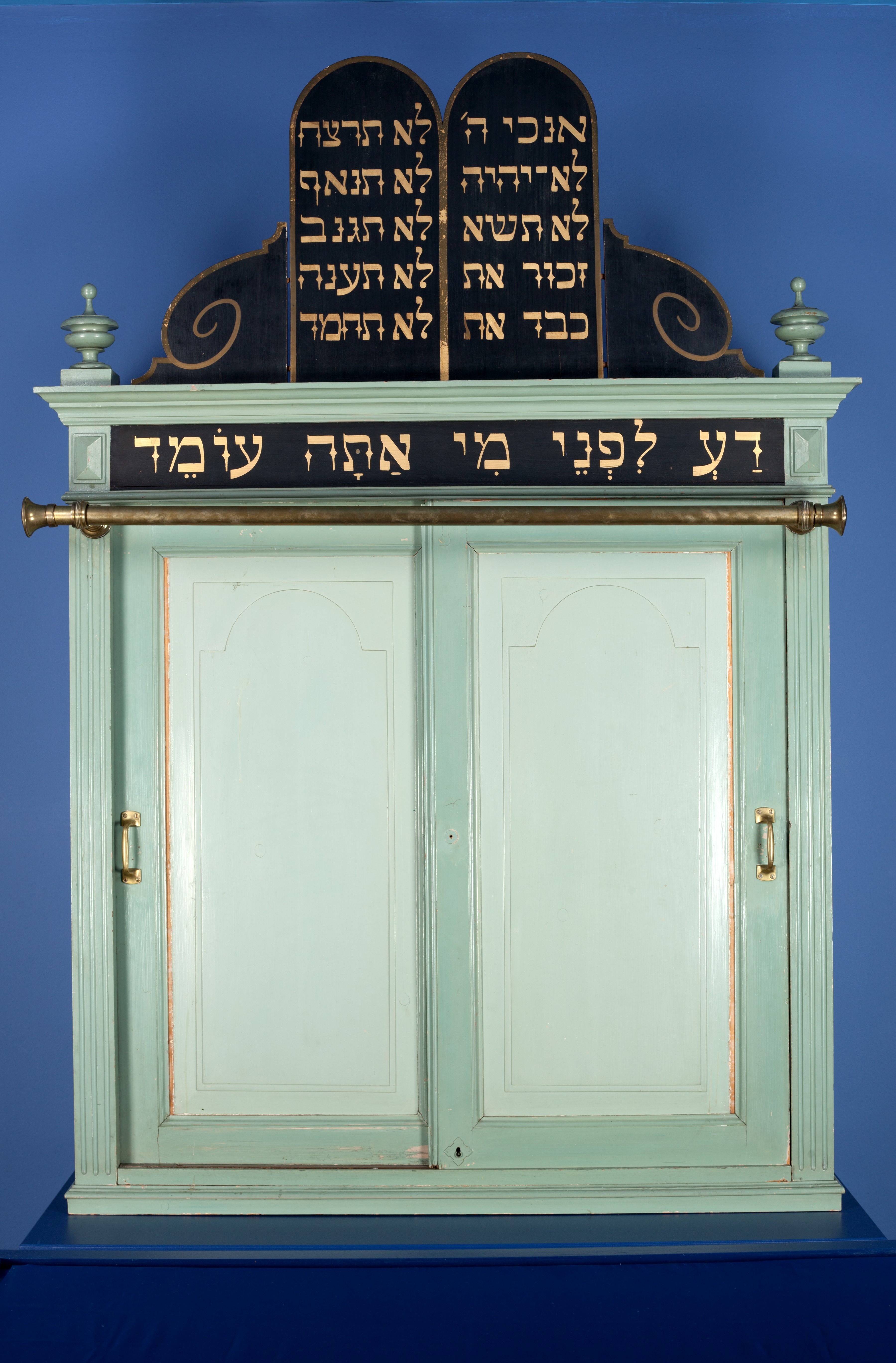
Aron Kodesh provenant de la communauté juive de Soleure (XIXe siècle), musée juif de Suisse

Intérieur de l'Arche sainte de la synagogue de la Victoire à Paris.